# Transport durant la revolució industrial
El transport durant la revolució industrial, de les matèries primeres a les fàbriques i dels productes manufactures d'elles, estava limitat pels alts costs de transport per les carreteres fins als seus destins. Això no va ser gaire sever en el cas de materials lleugers com els tèxtils (llana i lli), però en el cas de materials densos com el carbó, podia ser un mal factor en la viabilitat d'una indústria. Al contrari, el transport de mercaderies per l'aigua, ja sigui pels rius o per la costa, era molt més barat. Els canals van portar el primer canvi important al transport, i usualment es van construir directament des de les mines als centres de la ciutat, com el famós Canal de Bridgewater a Manchester. Els tramvies també eren comuns fent servir locomoció de cavalls.

## Navegació pel riu

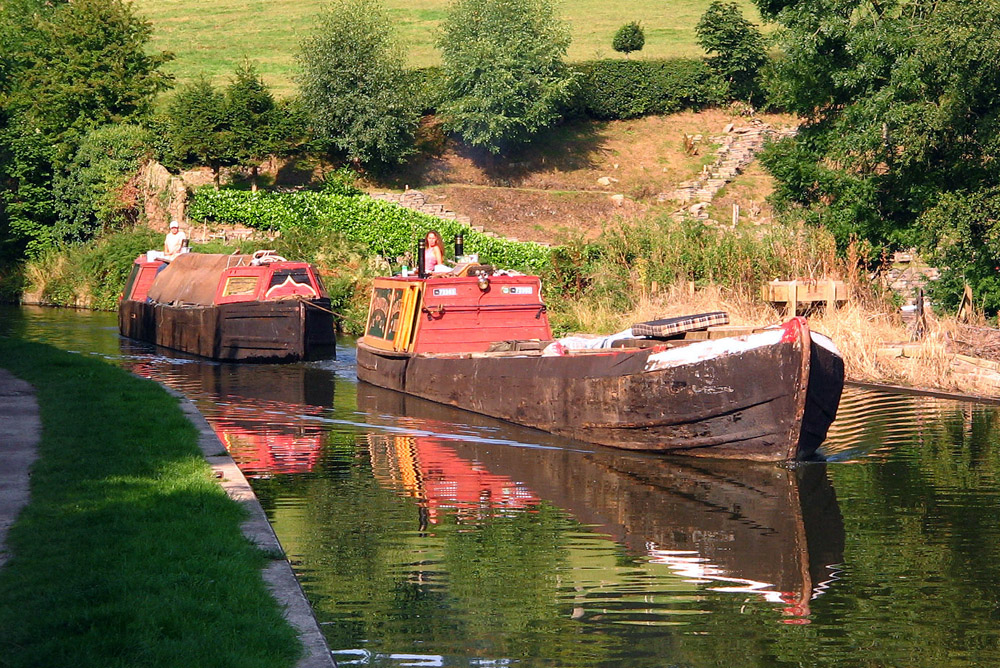
Tradicionals vaixells de treball pels canals.

Alguns rius, com el Tàmesi, Severn i Trent eren navegables naturalment, si més no en els seus trams inferiors.
Altres rius van ser millorats durant els segles xviii xviii, en afegir-hi els enllaços de transport per a ciutats com Manchester, Wigan, Hereford i Newbury. Tanmateix, aquests únics enllaços eren prevists cap a la costa, no cap al cor d'Anglaterra. Van ser els canals els que van proporcionar els enllaços vitals en la xarxa de transport durant la revolució industrial de Gran Bretanya, en un moment que les carreteres estaven començant a sortir del fang medieval i llargs trens de cavalls de càrrega van ser l'únic mitjà de transport de massa per al camí de la matèria primera i productes acabats. Gran Bretanya va ser el primer país en adquirir una xarxa de canals a nivell nacional.

## Fideïcomisos de peatge
A Anglaterra, els camins de cada parròquia van ser mantinguts pel treball obligatori dels feligresos, sis dies per any. Això va resultar inadequat en el cas d'unes certes carreteres molt usades, i des del segle xvii —i en alguns casos una mica abans—, es van començar a establir cossos estatutaris de fideïcomissaris en poder per demanar prestats diners per reparar i millorar carreteres, estant els préstecs reemborsats pels peatges cobrats als usuaris de la carretera. A la dècada de 1750 hi va haver un boom en la creació de nous fideïcomisos de peatge, amb el resultat que cap a final del segle xviii quasi totes les carreteres principals eren de peatge. Cada fideïcomís va requerir una Llei del Parlament, tant en la seva creació inicial com per renovar-la quan expirava el termini atorgat per la llei.

## Ferrocarrils

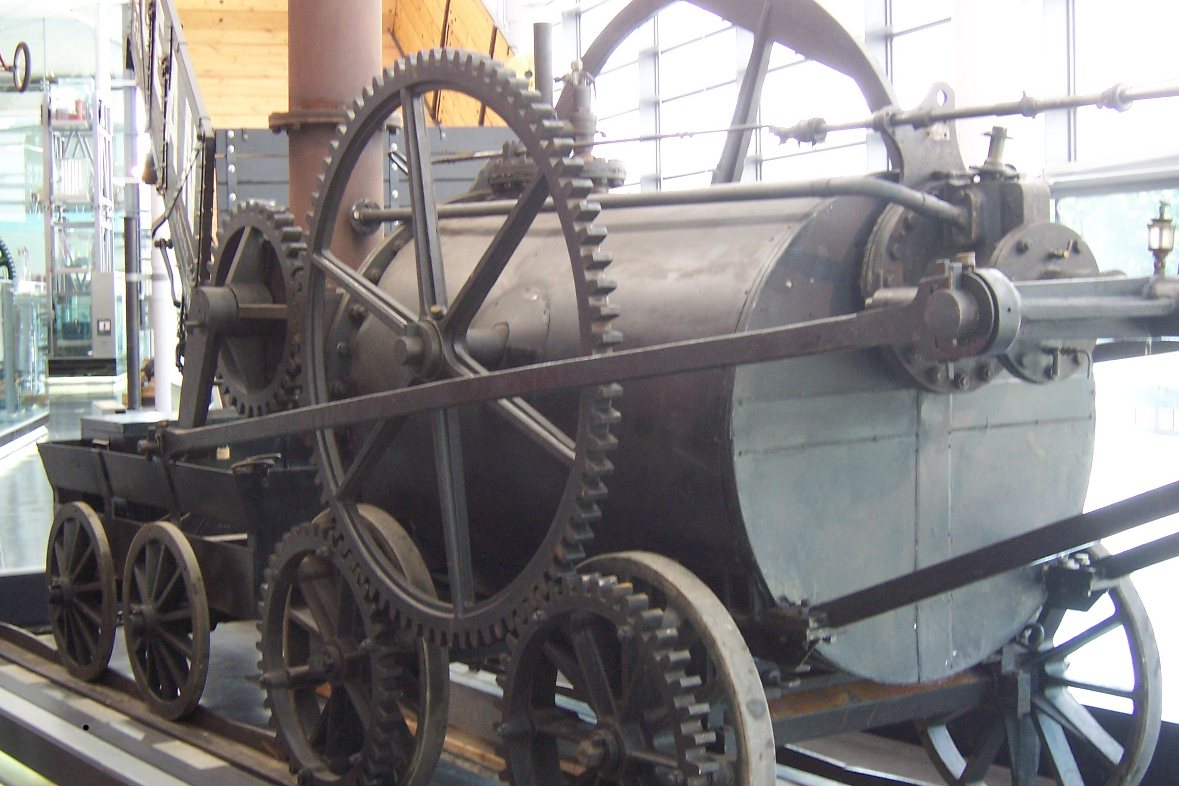
Una rèplica de la màquina de Trevithick al National Waterfront Museum, Swansea

Aquests ferrocarrils estaven tots tirats per cavalls, encara que en molts casos el seu pendent significava que el cavall no estava obligat a tirar del carro costa avall; en lloc seu, va caldre aplicar un fre per frenar el declivi. El carro es descarregava amb una barcassa de riu, i el cavall regressava amb el carro buit al pou de carbó. Richard Trevithick va provar el motor de vapor el 1804, però va resultar insatisfactori, en part perquè el motor era massa pesat per als rails. Va ser només després del desenvolupament de rails més resistents fets de ferro forjat en la dècada de 1820, la introducció del procés Bessemer, que va permetre fabricar acer a baix cost, va conduir l'era de la gran expansió dels ferrocarrils que va començar el 1825 amb una major expansió a la dècada dels 1840. Els riells d'acer van durar diverses vegades més que el ferro. Aquestes guies també van fer possible les locomotores més pesades, permetent trens més llargs i millorant la productivitat dels ferrocarrils.